# Amphibisches Pionier-Erkundungsfahrzeug
Das Amphibische Pionier-Erkundungsfahrzeug, kurz APE war ab 1974 eine Entwicklung der Eisenwerke Kaiserslautern (EWK).

## Entwicklung
Nach der Einstellung der Entwicklung des Transportpanzers 2 (TPz 2) 4×4, einer Parallelentwicklung zum Transportpanzer 1 (TPz 1) Fuchs, entschieden sich die Eisenwerke Kaiserslautern, auf dessen Basis die Idee weiterzuverfolgen. Obwohl das Fahrzeug aus der Studie TPz 2 entstammt, hatte es mit dem TPz 1 bis auf Motor und Getriebe nichts gemeinsam. Das APE war nicht als Transportpanzer konzipiert, obwohl eine solche Möglichkeit durchaus vorhanden gewesen wäre, sondern als reines Spezialfahrzeug. Inwieweit die Firma EWK bei einer eventuellen Serienfertigung in Eigenregie unter Umständen anderweitige Modellvarianten ausländischen Kunden angeboten hätte, ist heute nicht mehr bekannt. Mit Sicherheit hatte man sich diese Option offengelassen. Im Gegensatz zum TPz 1 war die Einsatztauglichkeit des APE an Land wie im Wasser gleich hoch. Nach umfangreichen Erprobungen wurde eine Beschaffung des Fahrzeuges nicht in Erwägung gezogen und das Projekt 1979 aufgegeben. Der Prototyp gehört seitdem zum Bestand der Wehrtechnischen Studiensammlung des Bundesamtes für Ausrüstung, Informationstechnik und Nutzung der Bundeswehr in Koblenz.

## Beschreibung
Die Wanne selbst war geringfügig kürzer als die des Fuchs, bedingt durch den gestreckteren Bugbereich ergab sich jedoch eine Gesamtlänge, die den Fuchs um 23 cm übertraf. Ausgestattet war das Fahrzeug mit vier großen Niederdruckreifen, deren Luftdruck über eine von innen zu steuernde Reifendruckregelanlage variiert werden konnte (0,7 bis 2,3 bar), um bei Anlandungen an schwierigen Uferböschungen die Griffigkeit zu erhöhen. Beide Achsen waren lenkbar; die Propeller waren nicht wie beim Fuchs über den Hinterrädern, sondern auf Höhe der Achse links und rechts vom Differential (also unter dem Wannenboden) angeordnet. Zwischen den Rädern befanden sich ausgeprägte Hohlkörper, die dem Fahrzeug eine stabile Lage im Schwimmbetrieb garantierten. Der flache Bug, der bis zur Vorderachse herabgezogen war, erlaubte eine höhere Wassergeschwindigkeit, auch konnte das Schwallblech nur einteilig gehalten werden. Die Luke des Beifahrers besaß weder Winkelspiegel noch Drehkranz; eine Bewaffnung mit MGs war nicht vorgesehen. Hinter dem Antriebsteil befand sich in der Mitte eine Luke für den Bordschützen. Diese war mit einer ungeschützten, drehbaren Lafette und einer sich darauf befindlichen 20-mm-Maschinenkanone Rh 202 ausgestattet.
Motor und Getriebe waren baugleich mit denen des Transportpanzers 1 „Fuchs“.

## Aufgaben

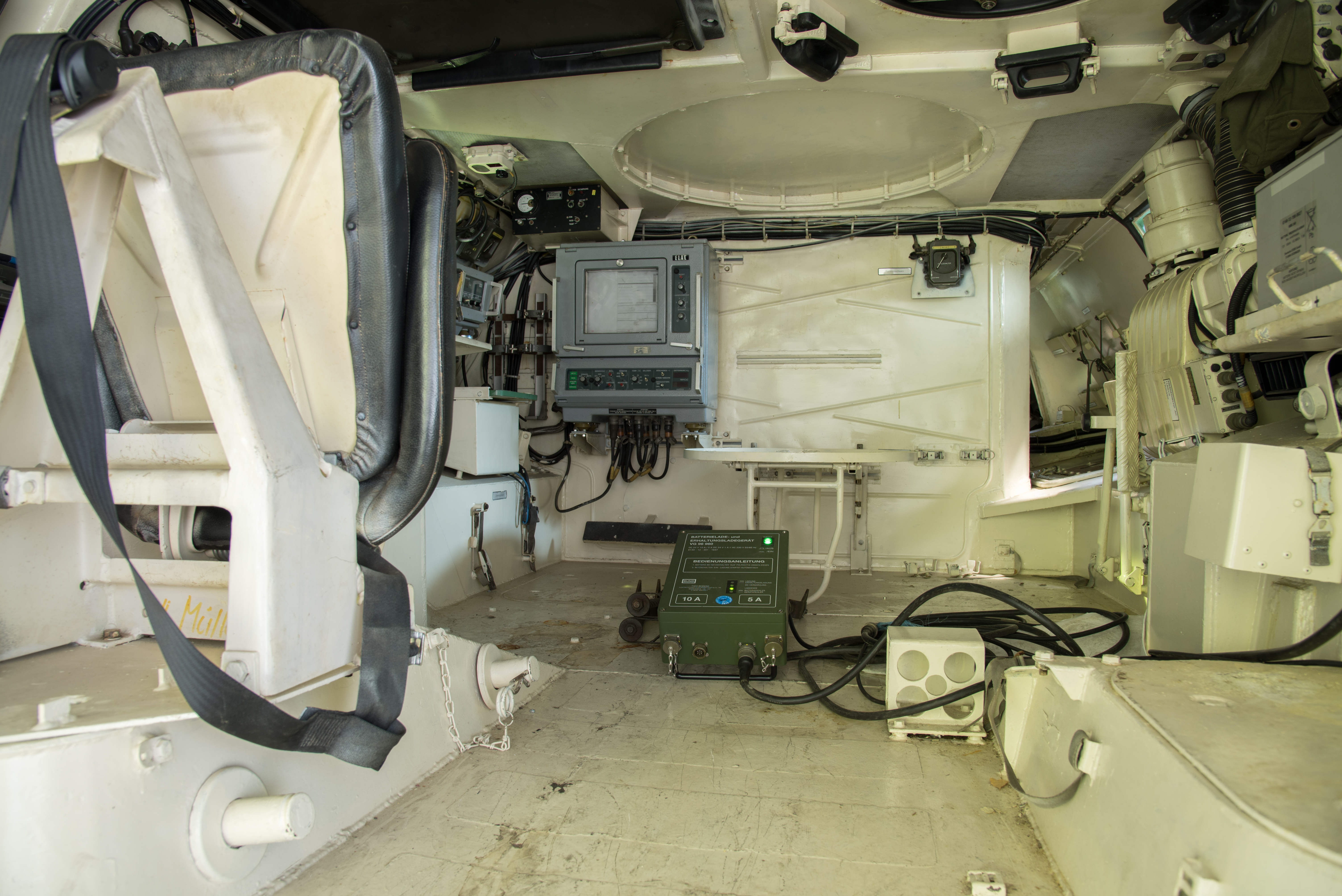
Innenraum des Fahrzeugs, vormals in der Wehrtechnische Studiensammlung in Koblenz ausgestellt

Anfang der 1970er-Jahre war man auf höherer Ebene der Meinung, dass man die Pioniere mit einer Aufklärungskomponente speziell im Bereich Gewässerübergang ausstatten müsse. Das daraus resultierende Entwicklungsmodell APE verfügte demzufolge – der damaligen Zeit entsprechend – über eine Anzahl modernster Geräte, z. B. zur Gewässererkundung. Mit dem Fahrzeug konnte das Profil eines Flussbettes erstellt werden, um dessen Eignung zum Tiefwaten mit Kettenfahrzeugen festzustellen. Auch bestand unter anderem die Möglichkeit, bei Sicht Null (starker Nebel) mit Hilfe eines Leitstrahls einen breiten Fluss exakt zu überqueren, ohne vom Kurs abzukommen.

## Technische Daten
| Bezeichnung            | TPz2 APE                                                        |                     |
| Motor:                 | 8-Zylinder-Diesel Mercedes-Benz Typ OM 402A mit Abgasturbolader |                     |
| Hubraum:               | 12.763 cm³                                                      | 12.763 cm³          |
| Leistung:              | 235 kW (320 PS)                                                 |                     |
| Kühlung:               | Flüssigkeitskühlung                                             | Flüssigkeitskühlung |
| Getriebe:              | ZF 6 HP 500 6 Vorwärts-, 1 Rückwärtsgang                        |                     |
| Antrieb:               | Allrad, Propeller                                               |                     |
| Länge über alles:      | 6930 mm                                                         | 6930 mm             |
| Breite über alles:     | 3080 mm                                                         |                     |
| Höhe über alles:       | 2400 mm                                                         | 2400 mm             |
| Bodenfreiheit:         | 515 mm                                                          | 515 mm              |
| Watfähigkeit:          | schwimmfähig                                                    |                     |
| Kletterfähigkeit:      | 500 mm                                                          | 500 mm              |
| Steigfähigkeit:        | 75 %                                                            | 75 %                |
| Querneigung:           | 35 %                                                            | 35 %                |
| Leergewicht:           | 14.000 kg                                                       |                     |
| Gefechtsgewicht:       | k. A.                                                           |                     |
| Höchstgeschwindigkeit: | 105 km/h (Straße), 18 km/h (Wasser)                             |                     |
| Bewaffnung:            | 1 × 20-mm-Maschinenkanone                                       |                     |
| Besatzung:             | 3 + 3                                                           | 3 + 3               |